# Progressieve spinale musculaire atrofie
Progressieve spinale musculaire atrofie (afgekort als PSMA) is een neuromusculaire aandoening die zich kenmerkt door een progressieve degeneratie van de perifere motorische neuronen die de spieren bezenuwenen en zo leidt tot een geleidelijk functieverlies en uiteindelijk verlamming.
De ziekte tast alleen de werking van de skeletspieren aan. Gladde spieren en het hart worden niet aangetast. Zintuigen blijven intact, evenals de werking van de darmen en blaas. Uiteindelijk leidt de aantasting van de ademhalingsspieren samen met mogelijke complicaties (bv. pneumonie) tot de dood.
De ziekte vertoont zowel op vlak van het ontstaansmechanisme als op vlak van de symptomen veel overeenkomsten met amyotrofe laterale sclerose (ALS). Het klinisch onderscheid wordt gemaakt doordat bij PSMA er alleen sprake is van aantasting van de lagere motorische neuronen met ataxie en krachtverlies tot gevolg, terwijl er bij ALS sprake is van zowel hogere als lagere motoneuronschade. Bij PSMA-patiënten is het mogelijk dat er toch uiteindelijk een verdere ontwikkeling plaatsvindt naar 'echte' ALS. Mogelijk is PSMA slechts een variant van ALS in plaats van een afzonderlijke ziekte. Toch is het onderscheid belangrijk voor patiënten, daar PSMA een trager verloop (> 10 jaar) kent.

## Oorzaak
PSMA is over het algemeen niet erfelijk (5-10%). De oorzaak is onbekend.